# 古德斯皮德冰川
77°30′S 162°29′E / 77.500°S 162.483°E
古德斯皮德冰川（英語：Goodspeed Glacier）是南極洲的冰川，位於維多利亞地，處於哈特冰川和登頓冰川之間，以美國地質學家命名，現時由南極條約體系管理。